# パーキンズ準男爵
パーキンズ準男爵（パーキンズじゅんだんしゃく、英: Parkyns baronets）は、イングランドの準男爵位。1681年に創設され、1926年に休止となった。

## 歴史
ノッティンガムシャー出身のトマス・パーキンズ(1639–1684)はノッティンガムシャー州長官を務めた後、1681年5月18日にイングランドにおける準男爵に叙された。その息子である2代準男爵トマス・パーキンズ(1662–1741)もノッティンガムシャー州長官を務めた。彼は数学、水理学、建築学、文法学など多岐にわたる知識を有し、特にレスリングに詳しく、レスリングに関する著作を著した。
3代準男爵トマス・パーキンズ(1728–1806)もノッティンガムシャー州長官を務めた。その長男であるトマス・ブースビー・パーキンズ(1755–1800)はホイッグ党所属の政治家であり、1784年から1800年まで庶民院を務め、1795年10月3日にアイルランド貴族であるランクリフ男爵に叙されたが、父に先立って死去した。
その息子にあたる2代男爵ジョージ・オーガスタス・ヘンリー・アン・パーキンズ(1785–1850)は父から男爵位を、祖父から準男爵位を継承し、父と同じくホイッグ党の政治家として庶民院議員を務めた。彼には嫡子がおらず、その死をもってランクリフ男爵位が廃絶した。準男爵位は叔父の息子にあたるトマス・ジョージ・オーガスタス・パーキンズ(1820–1895)が継承した。
5代準男爵の息子にあたる6代準男爵トマス・マンスフィールド・フォーブズ・パーキンズ(1853–1926)は娘しかもうけず、1926年に死去すると準男爵位が休止となった。ただし、同時代の『バーク貴族名鑑』（第92版、1934年）では3代準男爵の弟の来孫エドウィン・ガーリング・テリット・パーキンズ(1890–1975)（1934年当時、オーストラリアのニューサウスウェールズ州リヴァプールに在住）をはじめとする継承権者の存在に言及しており、2019年版『デブレッツ貴族名鑑』ではエドウィン・ガーリング・テリット・パーキンズの息子ガーリング・アルフレッド・パーキンズ(1913–1984)の息子が存命だとした。

## （バニー・パークの）パーキンズ準男爵（1681年）
- 初代パーキンズ準男爵サー・トマス・パーキンズ（1639年 – 1684年）
- 第2代パーキンズ準男爵サー・トマス・パーキンズ（英語版）（1662年 – 1741年）
- 第3代パーキンズ準男爵サー・トマス・パーキンズ（1728年 – 1806年）
- 第4代パーキンズ準男爵サー・ジョージ・オーガスタス・ヘンリー・アン・パーキンズ（英語版）（1785年 – 1850年）
  - 1800年、ランクリフ男爵位を継承

## ランクリフ男爵（1795年）
- 初代ランクリフ男爵トマス・ブースビー・パーキンズ（英語版）（1755年 – 1800年）
- 第2代ランクリフ男爵ジョージ・オーガスタス・ヘンリー・アン・パーキンズ（英語版）（1785年 – 1850年）

## （バニー・パークの）パーキンズ準男爵（1681年、復帰）
- 第5代パーキンズ準男爵サー・トマス・ジョージ・オーガスタス・パーキンズ（1820年 – 1895年）
- 第6代パーキンズ準男爵サー・トマス・マンスフィールド・フォーブズ・パーキンズ（1853年 – 1926年）